# Sterculia khasiana
Sterculia khasiana là một loài thực vật thuộc họ Sterculiaceae. Đây là loài đặc hữu của Ấn Độ. Nó đã tuyệt chủng do mất môi trường sống.